# 우베옌스 마이

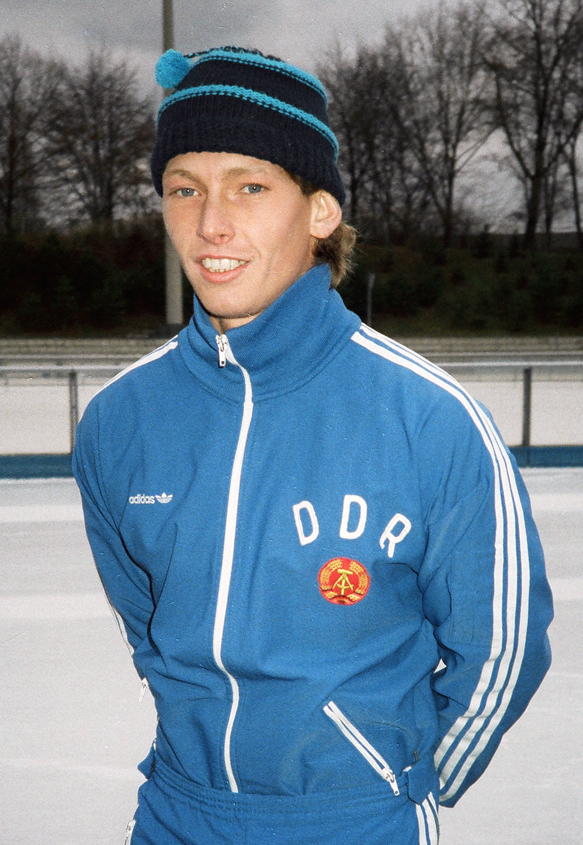

우베옌스 마이(독일어: Uwe-Jens Mey, 1963년 12월 13일~)는 독일의 남자 스피드 스케이팅 선수이다.
동독 출신으로, 1980년대 중반부터 1990년대 초반까지 세계적인 중단거리 선수로 활동했다. 1988년 동계 올림픽과 1992년 동계 올림픽 500m에 2연속으로 금메달을 딴 후 은퇴했다.